# Elke Bräuniger
Elke Bräuniger (* 27. Oktober 1943 als Elke Thümmel in Aussig, Reichsgau Sudetenland; † 28. März 2018 in Dresden) war eine deutsche Filmregisseurin und Animatorin.

## Leben und Werk
Nach dem Abitur absolvierte Elke Bräuniger zunächst eine Ausbildung zur Buchhändlerin, bevor sie von 1965 bis 1969 an der Pädagogischen Hochschule Dresden Deutsch und Kunsterziehung auf Lehramt studierte. Nachdem sie mehrere Jahre als Lehrerin tätig gewesen war, suchte Bräuniger eine neue berufliche Herausforderung und kam 1981 zum DEFA-Studio für Trickfilme, um Animatorin zu werden. Der Trickfilmer Günter Rätz wurde ihr Ausbilder. 1983/84 wirkte sie an mehreren Filmen des Regisseurs mit: Berg Simeli, Na, dann schickt ihn mal zum starken Gottlieb und Der Vogelbaum. In den folgenden Jahren war sie an Animationsfilmen weiterer Regisseure beteiligt, darunter Walter Eckhold, Monika Krauße-Anderson, Horst J. Tappert und Christl Wiemer. 1986 realisierte Bräuniger mit STOP – Nur ein Teddy? ihren ersten Film als Regisseurin. Zu ihrem Spezialgebiet wurde in den folgenden Jahren der Flachfigurenfilm.
Mit der Abwicklung des Trickfilmstudios 1992 wurde Elke Bräuniger arbeitslos. Sie engagierte sich beim Aufbau des Deutschen Instituts für Animationsfilm in Dresden. Zusammen mit der Kunsthistorikerin Barbara Barlet brachte sie 1995 die Publikation „SCHWARZ WEISS – Der Silhouettenfilm des DEFA-Studios für Trickfilme Dresden“ heraus.

## Filmografie (Auswahl)
- 1983: Berg Simeli (Puppenführung; Regie: Günter Rätz)
- 1983: Na, dann schickt ihn mal zum starken Gottlieb (Puppenspiel; Regie: Günter Rätz)
- 1984: Der Vogelbaum (Animation; Regie: Günter Rätz)
- 1985: Der geflohene Schlaf (Animation; Regie: Walter Eckhold)
- 1986: Vogel der Nacht (Animation, Regie: Christl Wiemer)
- 1986: STOP – Nur ein Teddy? (Regie und Animation)
- 1986: Vorsicht Dabs – Campingerlebnis (Regie, Buch und Animation)
- 1987: Die klitzekleine Riesenmaus (Animation; Regie: Monika Krauße-Anderson)
- 1988: Das Birnenmädchen (Animation; Regie: Horst J. Tappert)
- 1988: Katzen können kratzen (Animation; Regie: Werner Krauße)
- 1989: Felix und Meier: Das Rosenbeet (Regie, Buch und Animation)
- 1991: Elise auf der Wiese (Kurzanimationsfilmserie, drei Folgen; Regie und Animation)
- 1991: Die Blume des Lebens (Animation; Regie: Jörg d'Bomba)